# Kartal (Pest)
Kartal es un pueblo húngaro perteneciente al distrito de Aszód, condado de Pest.

## Superficie
Cuenta con una superficie de 29,13 km².

## Demografía
Hasta 2024 la población era de 5981 habitantes, con una densidad de población de 205,32 hab/km².
| Gráfica de evolución demográfica de Kartal entre 2020 y 2024 |
|                                                              |
| Datos según la Oficina Central de Estadística de Hungría.    |